# 布尔吉巴主义

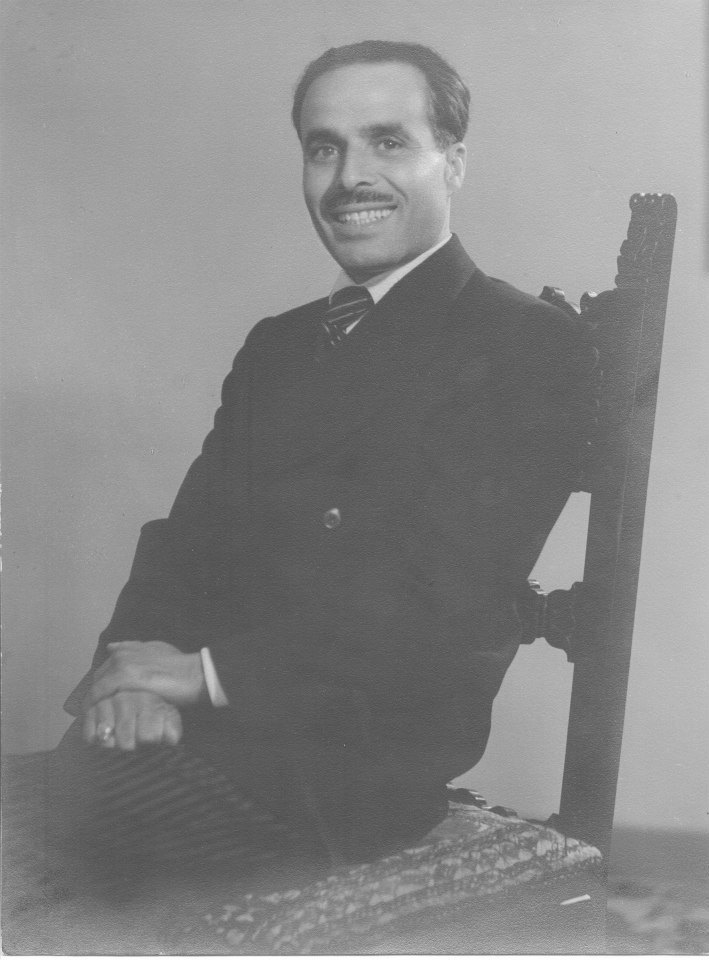
哈比卜·布尔吉巴

布尔吉巴主义（阿拉伯语：‎），又称宪政社会主义，指突尼斯前总统、社会主义宪政党领袖哈比卜·布尔吉巴提出的政治理念，它在政治上提倡突尼斯民族主义，国家主义，反对泛马格里布主义和泛阿拉伯主义。经济上推行国家资本主义和福利国家，支持性别平权，教育改革和伊斯兰教世俗化也是布尔吉巴主义的核心。它也被称为是突尼斯版的凯末尔主义。